# Türkei-Rundfahrt 2012
Die 48. Türkei-Rundfahrt (Presidential Cycling Tour of Turkey) fand vom 22. April bis 29. April 2012 statt. Das Rad-Etappenrennen war Teil der UCI Europe Tour 2012, in der es in die höchste Kategorie 2.HC eingestuft war, und wurde in acht Etappen über insgesamt 1172,7 Kilometer ausgetragen.
Als Gesamtsieger wurde zunächst der Bulgare Iwajlo Gabrowski, der für das türkische Radsportteam Konya Torku Şeker Spor-Vivelo fuhr, geehrt. Später wurde bekannt, dass seine A-Probe nach der dritten Etappe, welche er ebenfalls gewann, positiv auf das Dopingmittel Erythropoetin getestet wurde. Gabrovski wurde disqualifiziert und die anderen Fahrer rückten jeweils einen Platz auf. Neuer Gesamtsieger war damit Alexander Djatschenko vom Astana Pro Team.

## Teilnehmer
| ProTeams AG2R La Mondiale (ALM) Astana Pro Team (AST) GreenEdge Cycling Team (GEC) Katusha Team (KAT) Lampre-ISD (LAM)                                                                            | Lotto Belisol Team (LTB) Omega Pharma-Quick Step (OPQ) Rabobank Cycling Team (RAB) Team Saxo Bank (SAX)                                                                                  |
| Professional Continental Teams Accent Jobs-Willems Veranda’s (ACC) Andalucía (ACG) Bretagne-Schuller (BSC) Caja Rural (CJR) Colnago-CSF Inox (COG) Colombia-Coldeportes (COL) Team Europcar (EUC) | Farnese Vini-Selle Italia (FAR) Team Argos-Shimano (ARG) Team NetApp (APP) SpiderTech-C10 (SPI) Team Type 1-Sanofi (TT1) UnitedHealthcare Pro Cycling Team (UHC) Utensilnord Named (UNA) |
| Continental Teams Konya Torku Şeker Spor (KTS) | Salcano-Arnavutköy (SLC) |

## Etappenübersicht
| Etappe | Tag       | Start – Ziel               | Art         | km    | Etappensieger               | Führender                   |
| ------ | --------- | -------------------------- | ----------- | ----- | --------------------------- | --------------------------- |
| 1.     | 22. April | Alanya – Alanya            | Flachetappe | 135,2 | Theo Bos (RAB)              | Theo Bos (RAB)              |
| 2.     | 23. April | Alanya – Antalya           | Flachetappe | 152,2 | André Greipel (LTB)         | Matthew Goss (GEC)          |
| 3.     | 24. April | Antalya – Elmalı (Antalya) | Bergetappe  | 151,8 | Alexander Djatschenko (AST) | Alexander Djatschenko (AST) |
| 4.     | 25. April | Fethiye – Marmaris         |             | 132,5 | Mark Renshaw (RAB)          | Alexander Djatschenko (AST) |
| 5.     | 26. April | Marmaris – Turgutreis      |             | 177,8 | Andrea Di Corrado (CSF)     | Alexander Djatschenko (AST) |
| 6.     | 27. April | Bodrum – Kusadasi          |             | 179,0 | Sacha Modolo (CSF)          | Alexander Djatschenko (AST) |
| 7.     | 28. April | Kusadasi – Izmir           | Flachetappe | 123,8 | Iljo Keisse (OPQ)           | Alexander Djatschenko (AST) |
| 8.     | 29. April | İstanbul – İstanbul        | Flachetappe | 120,4 | Theo Bos (RAB)              | Alexander Djatschenko (AST) |

## Etappen

### Etappe 1
22. April 2012 – Alanya – Alanya (mit 8 Runden zu 17 km) – 135 km
| Ergebnis der 1. Etappe \| \| Fahrer \| Team \| Zeit \| \| -- \| ------------------- \| ----- \| ---------- \| \| 1 \| Theo Bos \| (RAB) \| 3:05:55 h \| \| 2 \| Matthew Goss \| (GEC) \| + 0:00 min \| \| 3 \| Daniele Colli \| (TT1) \| + 0:00 min \| \| 4 \| Alessandro Petacchi \| (LAM) \| + 0:00 min \| \| 5 \| Boy van Poppel \| (UHC) \| + 0:00 min \| \| 6 \| Francesco Chicchi \| (OPQ) \| + 0:00 min \| \| 7 \| Takashi Miyazawa \| (SAX) \| + 0:00 min \| \| 8 \| Rafael Andriato \| (FAR) \| + 0:00 min \| \| 9 \| Filippo Baggio \| (UNA) \| + 0:00 min \| \| 10 \| Tom Veelers \| (ARG) \| + 0:00 min \| |                     |       |            |
| | Fahrer              | Team  | Zeit       |
| 1 | Theo Bos            | (RAB) | 3:05:55 h  |
| 2 | Matthew Goss        | (GEC) | + 0:00 min |
| 3 | Daniele Colli       | (TT1) | + 0:00 min |
| 4 | Alessandro Petacchi | (LAM) | + 0:00 min |
| 5 | Boy van Poppel      | (UHC) | + 0:00 min |
| 6 | Francesco Chicchi   | (OPQ) | + 0:00 min |
| 7 | Takashi Miyazawa    | (SAX) | + 0:00 min |
| 8 | Rafael Andriato     | (FAR) | + 0:00 min |
| 9 | Filippo Baggio      | (UNA) | + 0:00 min |
| 10 | Tom Veelers         | (ARG) | + 0:00 min |

### Etappe 2
23. April 2012 – Alanya – Antalya – 153 km
|    | Fahrer            | Team  | Zeit       |
| -- | ----------------- | ----- | ---------- |
| 1  | André Greipel     | (LTB) | 3:16:04 h  |
| 2  | Matthew Goss      | (GEC) | + 0:00 min |
| 3  | Matteo Pelucchi   | (EUC) | + 0:00 min |
| 4  | Mark Renshaw      | (RAB) | + 0:00 min |
| 5  | André Schulze     | (APP) | + 0:00 min |
| 6  | Francesco Chicchi | (OPQ) | + 0:00 min |
| 7  | Jacopo Guarnieri  | (AST) | + 0:00 min |
| 8  | Filippo Baggio    | (UNA) | + 0:00 min |
| 9  | Alexei Zatewitsch | (KAT) | + 0:00 min |
| 10 | Andrea Guardini   | (FAR) | + 0:00 min |

|    | Fahrer              | Team  | Zeit       |
| -- | ------------------- | ----- | ---------- |
| 1  | Matthew Goss        | (GEC) | 6:21:47 h  |
| 2  | André Greipel       | (LTB) | + 0:02 min |
| 3  | Matteo Pelucchi     | (EUC) | + 0:08 min |
| 4  | Theo Bos            | (RAB) | + 0:08 min |
| 5  | Francesco Chicchi   | (OPQ) | + 0:12 min |
| 6  | Filippo Baggio      | (UNA) | + 0:12 min |
| 7  | Mark Renshaw        | (RAB) | + 0:12 min |
| 8  | Walentin Iglinski   | (AST) | + 0:12 min |
| 9  | Alessandro Petacchi | (LAM) | + 0:12 min |
| 10 | Alexei Zatewitsch   | (KAT) | + 0:12 min |

### Etappe 3
24. April 2012 – Antalya – Elmalı (Antalya) – 152 km
|     | Fahrer                | Team  | Zeit       |
| --- | --------------------- | ----- | ---------- |
| DSQ | Iwajlo Gabrowski      | (KTS) | 4:21:09 h  |
| 1   | Alexander Djatschenko | (AST) | + 1:29 min |
| 2   | Danail Petrow         | (CJR) | + 1:32 min |
| 3   | Adrián Palomares      | (ACG) | + 1:34 min |
| 4   | Romain Bardet         | (ALM) | + 1:51 min |
| 5   | Alexander Efimkin     | (TT1) | + 2:13 min |
| 6   | Florian Guillou       | (BSC) | + 2:19 min |
| 7   | Enrico Battaglin      | (COG) | + 2:38 min |
| 8   | Michał Gołaś          | (OPQ) | + 2:52 min |
| 9   | Will Routley          | (SPI) | + 2:55 min |

|     | Fahrer                | Team  | Zeit       |
| --- | --------------------- | ----- | ---------- |
| DSQ | Iwajlo Gabrowski      | (KTS) | 10:43:04 h |
| 1   | Alexander Djatschenko | (AST) | + 1:33 min |
| 2   | Danail Petrow         | (CJR) | + 1:38 min |
| 3   | Adrián Palomares      | (ACG) | + 1:44 min |
| 4   | Romain Bardet         | (ALM) | + 2:01 min |
| 5   | Alexander Efimkin     | (TT1) | + 2:23 min |
| 6   | Florian Guillou       | (BSC) | + 2:29 min |
| 7   | Enrico Battaglin      | (COG) | + 2:48 min |
| 8   | Michał Gołaś          | (OPQ) | + 3:02 min |
| 9   | Will Routley          | (SPI) | + 3:05 min |

### Etappe 4
25. April 2012 – Fethiye – Marmaris – 131,7 km
|    | Fahrer                | Team  | Zeit       |
| -- | --------------------- | ----- | ---------- |
| 1  | Mark Renshaw          | (RAB) | 3:14:01 h  |
| 2  | Matthew Goss          | (GEC) | + 0:00 min |
| 3  | Daniele Colli         | (TT1) | + 0:00 min |
| 4  | Boy van Poppel        | (UHC) | + 0:00 min |
| 5  | Davide Viganò         | (LAM) | + 0:00 min |
| 6  | Alexei Zatewitsch     | (KAT) | + 0:00 min |
| 7  | Florian Vachon        | (BSC) | + 0:00 min |
| 8  | James Vanlandschoot   | (ACC) | + 0:00 min |
| 9  | Lucas Sebastián Haedo | (SAX) | + 0:00 min |
| 10 | Sébastien Turgot      | (EUC) | + 0:00 min |

|     | Fahrer                | Team  | Zeit       |
| --- | --------------------- | ----- | ---------- |
| DSQ | Iwajlo Gabrowski      | (KTS) | 13:57:05 h |
| 1   | Alexander Djatschenko | (AST) | + 1:33 min |
| 2   | Danail Petrow         | (CJR) | + 1:38 min |
| 3   | Adrián Palomares      | (ACG) | + 1:44 min |
| 4   | Romain Bardet         | (ALM) | + 2:01 min |
| 5   | Alexander Efimkin     | (TT1) | + 2:23 min |
| 6   | Florian Guillou       | (BSC) | + 2:29 min |
| 7   | Enrico Battaglin      | (COG) | + 2:48 min |
| 8   | Michał Gołaś          | (OPQ) | + 3:02 min |
| 9   | Will Routley          | (SPI) | + 3:05 min |

### Etappe 5
26. April 2012 – Marmaris – Turgutreis – 177,8 km
|    | Fahrer               | Team  | Zeit       |
| -- | -------------------- | ----- | ---------- |
| 1  | Andrea Di Corrado    | (CSF) | 4:50:25 h  |
| 2  | Jonas Aaen Jørgensen | (SAX) | + 0:40 min |
| 3  | Jérôme Cousin        | (EUC) | + 0:40 min |
| 4  | Alfredo Balloni      | (FAR) | + 0:42 min |
| 5  | Sébastien Duret      | (BSC) | + 0:42 min |
| 6  | Dmitri Grusdew       | (AST) | + 0:42 min |
| 7  | Matteo Pelucchi      | (EUC) | + 1:27 min |
| 8  | Alexei Zatewitsch    | (KAT) | + 1:27 min |
| 9  | Rafaâ Chtioui        | (EUC) | + 1:27 min |
| 10 | Andrea Guardini      | (FAR) | + 1:27 min |

|     | Fahrer                | Team  | Zeit       |
| --- | --------------------- | ----- | ---------- |
| DSQ | Iwajlo Gabrowski      | (KTS) | 18:48:57 h |
| 1   | Alexander Djatschenko | (AST) | + 1:33 min |
| 2   | Danail Petrow         | (CJR) | + 1:38 min |
| 3   | Adrián Palomares      | (ACG) | + 1:44 min |
| 4   | Romain Bardet         | (ALM) | + 2:01 min |
| 5   | Alexander Efimkin     | (TT1) | + 2:23 min |
| 6   | Florian Guillou       | (BSC) | + 2:29 min |
| 7   | Enrico Battaglin      | (COG) | + 2:58 min |
| 8   | Michał Gołaś          | (OPQ) | + 3:02 min |
| 9   | Will Routley          | (SPI) | + 3:05 min |

### Etappe 6
27. April 2012 – Bodrum – Kusadasi –  179,0 km
|    | Fahrer                | Team  | Zeit       |
| -- | --------------------- | ----- | ---------- |
| 1  | Sacha Modolo          | (CSF) | 4:34:00 h  |
| 2  | Matthew Goss          | (GEC) | + 0:00 min |
| 3  | Mark Renshaw          | (RAB) | + 0:00 min |
| 4  | Lucas Sebastian Haedo | (SAX) | + 0:00 min |
| 5  | Alexei Zatewitsch     | (KAT) | + 0:00 min |
| 6  | Rafael Andriato       | (FAR) | + 0:00 min |
| 7  | Daniele Colli         | (TT1) | + 0:00 min |
| 8  | Davide Viganò         | (LAM) | + 0:00 min |
| 9  | Marco Coledan         | (CSF) | + 0:00 min |
| 10 | Blaz Jarc             | (APP) | + 0:00 min |

|     | Fahrer                | Team  | Zeit       |
| --- | --------------------- | ----- | ---------- |
| DSQ | Iwajlo Gabrowski      | (KTS) | 23:22:57 h |
| 1   | Alexander Djatschenko | (AST) | + 1:33 min |
| 2   | Danail Petrow         | (CJR) | + 1:38 min |
| 3   | Adrián Palomares      | (ACG) | + 1:44 min |
| 4   | Romain Bardet         | (ALM) | + 2:01 min |
| 5   | Alexander Efimkin     | (TT1) | + 2:23 min |
| 6   | Florian Guillou       | (BSC) | + 2:29 min |
| 7   | Enrico Battaglin      | (COG) | + 2:58 min |
| 8   | Michał Gołaś          | (OPQ) | + 3:02 min |
| 9   | Will Routley          | (SPI) | + 3:14 min |

### Etappe 7
28. April 2012 – Kusadasi – Izmir – 123,8 km
|    | Fahrer              | Team  | Zeit       |
| -- | ------------------- | ----- | ---------- |
| 1  | Iljo Keisse         | (OPQ) | 2:52:38h   |
| 2  | Marcel Kittel       | (ARG) | + 0:00 min |
| 3  | Alessandro Petacchi | (LAM) | + 0:00 min |
| 4  | Andrea Guardini     | (FAR) | + 0:00 min |
| 5  | Mark Renshaw        | (RAB) | + 0:00 min |
| 6  | Robert Förster      | (UHC) | + 0:00 min |
| 7  | Jean-Pierre Drucker | (ACC) | + 0:00 min |
| 8  | Daniele Colli       | (TT1) | + 0:00 min |
| 9  | Alexei Zatewitsch   | (KAT) | + 0:00 min |
| 10 | Juan José Haedo     | (SAX) | + 0:00 min |

|     | Fahrer                | Team  | Zeit       |
| --- | --------------------- | ----- | ---------- |
| DSQ | Iwajlo Gabrowski      | (KTS) | 26:15:35 h |
| 1   | Alexander Djatschenko | (AST) | + 1:33 min |
| 2   | Danail Petrow         | (CJR) | + 1:38 min |
| 3   | Adrián Palomares      | (ACG) | + 1:44 min |
| 4   | Romain Bardet         | (ALM) | + 2:01 min |
| 5   | Alexander Efimkin     | (TT1) | + 2:23 min |
| 6   | Florian Guillou       | (BSC) | + 2:29 min |
| 7   | Enrico Battaglin      | (COG) | + 2:58 min |
| 8   | Michał Gołaś          | (OPQ) | + 3:02 min |
| 9   | Will Routley          | (SPI) | + 3:14 min |

### Etappe 8
29. April 2012 – Istanbul – Istanbul (mit 23,0 km + 8 Runden zu 12,175 km) – 120,4 km
|    | Fahrer              | Team  | Zeit       |
| -- | ------------------- | ----- | ---------- |
| 1  | Theo Bos            | (RAB) | 2:23:35 h  |
| 2  | Andrew Fenn         | (OPQ) | + 0:00 min |
| 3  | Stefan Van Dijk     | (ACC) | + 0:00 min |
| 4  | Andrea Guardini     | (FAR) | + 0:00 min |
| 5  | Matteo Pelucchi     | (EUC) | + 0:00 min |
| 6  | Alessandro Petacchi | (LAM) | + 0:00 min |
| 7  | Robert Förster      | (UHC) | + 0:00 min |
| 8  | Juan José Haedo     | (SAX) | + 0:00 min |
| 9  | Daniele Colli       | (TT1) | + 0:00 min |
| 10 | Jonas Vangenechten  | (LTB) | + 0:00 min |

|     | Fahrer                | Team  | Zeit       |
| --- | --------------------- | ----- | ---------- |
| DSQ | Iwajlo Gabrowski      | (KTS) | 28:48:10 h |
| 1   | Alexander Djatschenko | (AST) | + 1:33 min |
| 2   | Danail Petrow         | (CJR) | + 1:38 min |
| 3   | Adrián Palomares      | (ACG) | + 1:44 min |
| 4   | Romain Bardet         | (ALM) | + 2:01 min |
| 5   | Alexander Efimkin     | (TT1) | + 2:23 min |
| 6   | Florian Guillou       | (BSC) | + 2:29 min |
| 7   | Enrico Battaglin      | (COG) | + 2:58 min |
| 8   | Michał Gołaś          | (OPQ) | + 3:02 min |
| 9   | Will Routley          | (SPI) | + 3:14 min |

## Wertungen im Rennverlauf
| Etappe | Sieger                  | Gesamtwertung ·        | Punktewertung ·    | Bergwertung ·          | Turkish Beauties Wertung · | Teamwertung |
| ------ | ----------------------- | ---------------------- | ------------------ | ---------------------- | -------------------------- | ----------- |
| 1      | Theo Bos (RAB)          | Theo Bos (RAB)         | Theo Bos (RAB)     | nicht vergeben         | Frédérique Robert (LTB)    | (UNA)       |
| 2      | André Greipel (LTB)     | Matthew Goss (GEC)     | Matthew Goss (GEC) | nicht vergeben         | László Bodrogi (TT1)       | (KAT)       |
| 3      | Iwajlo Gabrowski (KTS)  | Iwajlo Gabrowski (KTS) | Matthew Goss (GEC) | Iwajlo Gabrowski (KTS) | Matteo Fedi (UNA)          | (AST)       |
| 4      | Mark Renshaw (RAB)      | Iwajlo Gabrowski (KTS) | Matthew Goss (GEC) | Iwajlo Gabrowski (KTS) | Matteo Fedi (UNA)          | (AST)       |
| 5      | Andrea Di Corrado (CSF) | Iwajlo Gabrowski (KTS) | Matthew Goss (GEC) | Iwajlo Gabrowski (KTS) | Matteo Fedi (UNA)          | (AST)       |
| 6      | Marco Bandiera (OPQ)    | Iwajlo Gabrowski (KTS) | Maxim Belkov (KAT) | Marco Bandiera (OPQ)   | Maxim Belkov (KAT)         | (AST)       |
| 7      | Iljo Keisse (OPQ)       | Iwajlo Gabrowski (KTS) | Matthew Goss (GEC) | Marco Bandiera (OPQ)   | Maxim Belkov (KAT)         | (AST)       |
| 8      | Theo Bos (RAB)          | Iwajlo Gabrowski (KTS) | Matthew Goss (GEC) | Marco Bandiera (OPQ)   | Maxim Belkov (KAT)         | (AST)       |